# كاظم آباد (مقاطعة فهرج)
كاظم آباد (بالفارسية: کاظم‌آباد) هي قرية تقع في ناحية نغين كوير في إيران. يقدر عدد سكانها بـ 54 نسمة .